# Rhinocypha spuria
Rhinocypha spuria е вид водно конче от семейство Chlorocyphidae. Видът не е застрашен от изчезване.

## Разпространение
Разпространен е в Индия (Аруначал Прадеш, Асам, Мегхалая, Мизорам, Нагаланд и Утаракханд), Китай (Юннан) и Мианмар.